# Mlaștina Dumbrava Harghitei
Mlaștina Dumbrava Harghitei este o arie protejată de interes național ce corespunde categoriei a IV-a IUCN (rezervație naturală de tip floristic și faunistic), situată în estul Transilvaniei, pe teritoriul județului Harghita.

## Localizare
Aria naturală se află în partea sudică a județului Harghita (în Munții Harghitei), pe teritoriul administrativ estic al comunei Lueta (în nord-estul satului Băile Chirui), în imediata apropiere de drumul comunal DC29 care leagă drumul național DN13A (Miercurea Ciuc - Odorheiu Secuiesc) de localitatea Lueta.

## Descriere

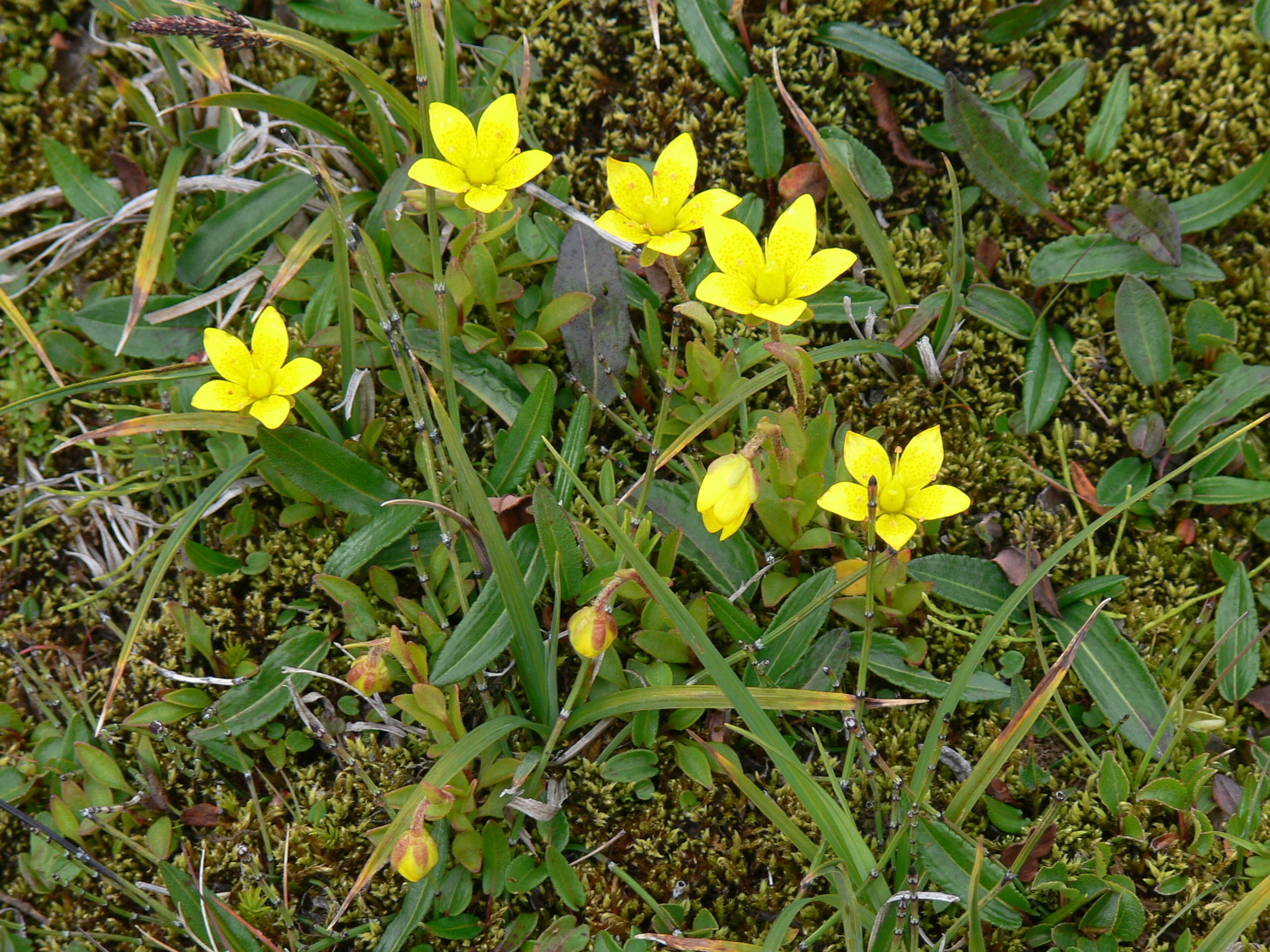
Ochii-șoricelului (Saxifraga hirculus)

Rezervația naturală a fost declarată arie protejată prin Legea Nr.5 din 6 martie 2000, publicată în Monitorul Oficial al României, Nr.152 din 12 aprilie 2000, privind aprobarea Planului de amenajare a teritoriului național - Secțiunea a III-a - zone protejate și se întinde pe o suprafață de 2 ha. 
Arealul rezervației include o zonă mlăștinoasă (smârc) pe suprafața căreia vegetează mai multe plate specifice turbăriilor; printre care se află câteva elemente floristice protejate (la nivel european) prin Directiva 92/43/CE (anexa I-a) din 21 mai 1992 (privind conservarea habitatelor naturale și a speciilor de faună și floră sălbatică); astfel: curechi de munte (Ligularia sibirica), roua cerului (Drosera rotundifolia), ochii-șoricelului (Saxifraga hirculus), Paludella squarrosa - o raritate floristică ce aparține familiei Mesiaceae, iarba surzilor (Saxifraga aizoon) sau rogozuri (Carex acutiformis, Carex paniculata, Carex diandra, Carex pendula). 
Fauna este reprezentată de păsări, reptile și batracieni.